# WoltLab Burning Board
WoltLab Burning Board (nieoficjalny skrót: WBB), jest to aplikacja internetowa wykonana przez firmę WoltLab GmbH, napisana w języku PHP o funkcjonalności forum dyskusyjnego.

## Historia
Marcel Werk, aktualny prezes WoltLab GmbH, opracował na początku 2000 roku oprogramowanie forum dyskusyjnego oparte na PHP i MySQL. Ze względu na pozytywne opinie, postanowił opublikować Burning Board w wersji 1.0 Beta 2 za darmo 16 maja 2001. 13 listopada 2001 Marcel Werk i Arian Glander utworzyli spółkę Werk und Glander GbR, która 18 sierpnia 2003 przekształcona została w WoltLab GmbH. Arian Glander był do 31 grudnia 2009 zastępcą dyrektora WoltLab GmbH.

## Historia wersji

### Wersje płatne
| Wersja WCF | Wersja     | Nazwa kodowana    | Data wydania         |
| ---------- | ---------- | ----------------- | -------------------- |
| –          | 2.0        |                   | 23 marca 2002        |
| –          | 2.0.3 pl3  |                   |                      |
| –          | 2.1        | 5 lipca 2003      |                      |
| –          | 2.1.6 pl2  |                   |                      |
| –          | 2.2        | 27 lipca 2004     |                      |
| –          | 2.2.2 pl2  |                   |                      |
| –          | 2.3        | 3 stycznia 2005   |                      |
| –          | 2.3.6 pl2  | 16 marca 2007     |                      |
| 1.0        | 3.0        | Sunrise           | 25 lipca 2007        |
| 1.0        | 3.0.9 pl 1 |                   | 16 sierpnia 2009     |
| 1.1        | 3.1        | Volcano           | 14 października 2009 |
| 1.1        | 3.1.0 pl 1 |                   | 14 października 2009 |
| 1.1        | 3.1.1      | 30 listopada 2009 |                      |
| 1.1        | 3.1.1 pl 1 | 2 grudnia 2009    |                      |
| 1.1        | 3.1.2      | 3 marca 2010      |                      |
| 1.1        | 3.1.3      | 16 sierpnia 2010  |                      |
| 1.1        | 3.1.4      | 17 marca 2011     |                      |
| 1.1        | 3.1.5      | 17 czerwca 2011   |                      |
| 1.1        | 3.1.6      | 26 sierpnia 2011  |                      |
| 1.1        | 3.1.7      | 11 maja 2012      |                      |
| 1.1        | 3.1.8      | nieopublikowana   |                      |
| 2.0        | 4.0        | Dragon            | 2012                 |
|            | 4.0.12     |                   | 2 września 2015      |
| 2.1        | 4.1.11     | Meteor            | 1 czerwca 2016       |

### Wersje bezpłatne
| Wersja WCF | Wersja         | Nazwa kodowana    | Data wydania      |
| ---------- | -------------- | ----------------- | ----------------- |
| –          | 1.0            |                   | 2001              |
| –          | 1.1.0          | 20 lutego 2002    |                   |
| –          | 1.1.1c         | lato 2002         |                   |
| –          | 1.2            | 10 listopada 2002 |                   |
| –          | Lite 1.0       |                   | lato 2004         |
| –          | Lite 1.0.2 pl3 |                   |                   |
| 1.0        | Lite 2.0       | Nova              | 20 maja 2008      |
| 1.0        | Lite 2.0.1     |                   |                   |
| 1.1        | Lite 2.1       | Aurora            | 11 listopada 2010 |
| 1.1        | Lite 2.1.1     |                   | 7 kwietnia 2011   |